# Zastava M57
 (août 2023).
Si vous disposez d'ouvrages ou d'articles de référence ou si vous connaissez des sites web de qualité traitant du thème abordé ici, merci de compléter l'article en donnant les références utiles à sa vérifiabilité et en les liant à la section « Notes et références ».

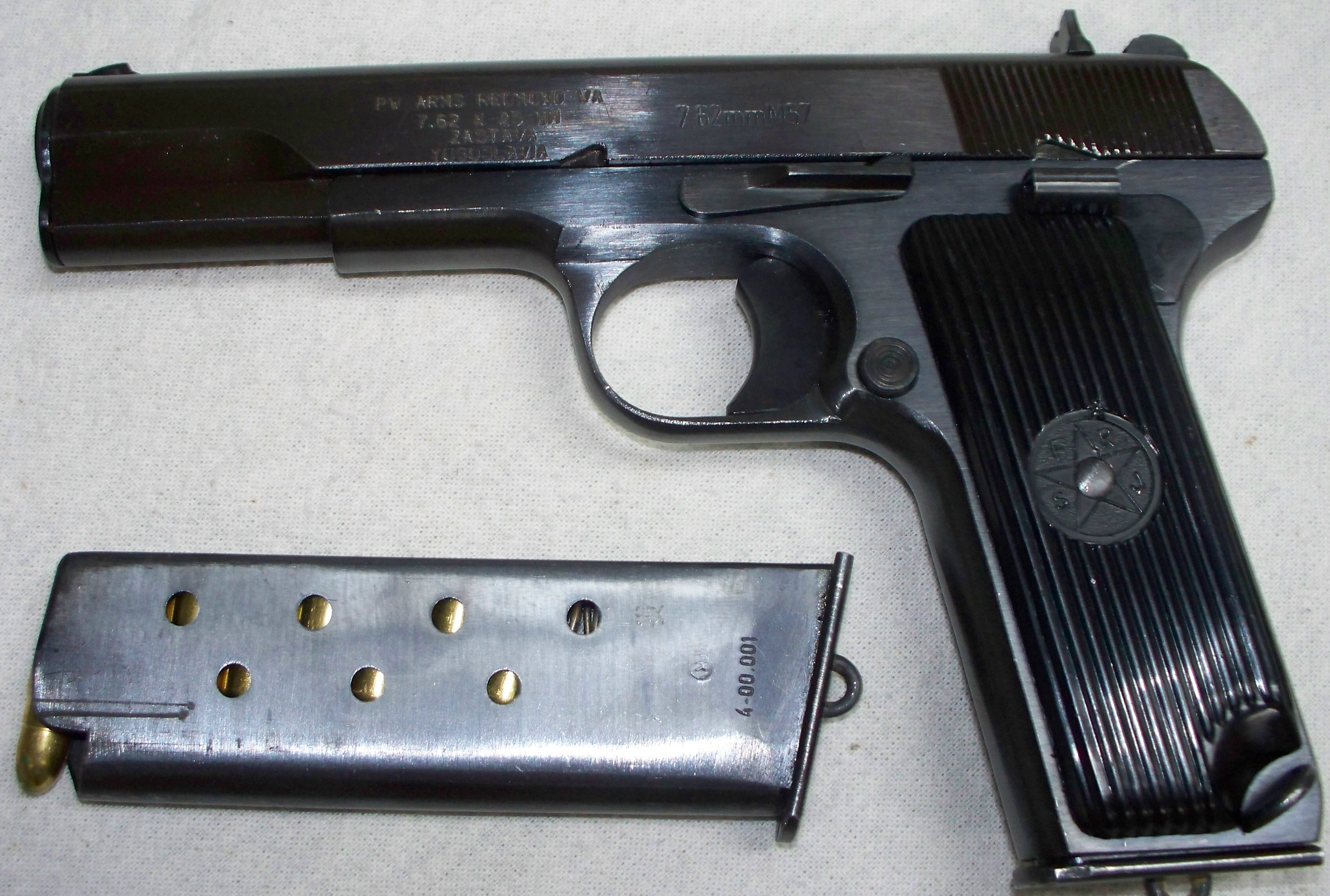
Le Zastava M57 : le TT-33 yougoslave

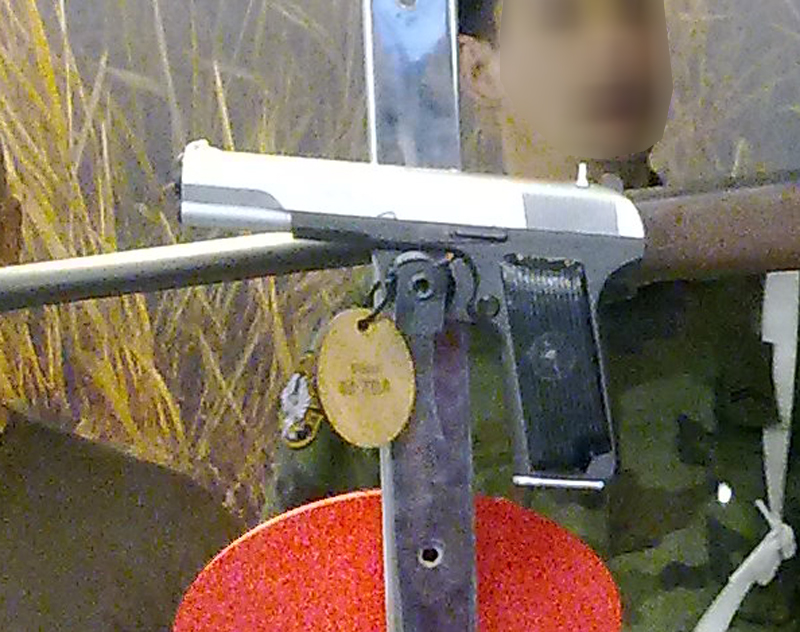
Le Zastava M70A: le M57 en 9 mm Para.

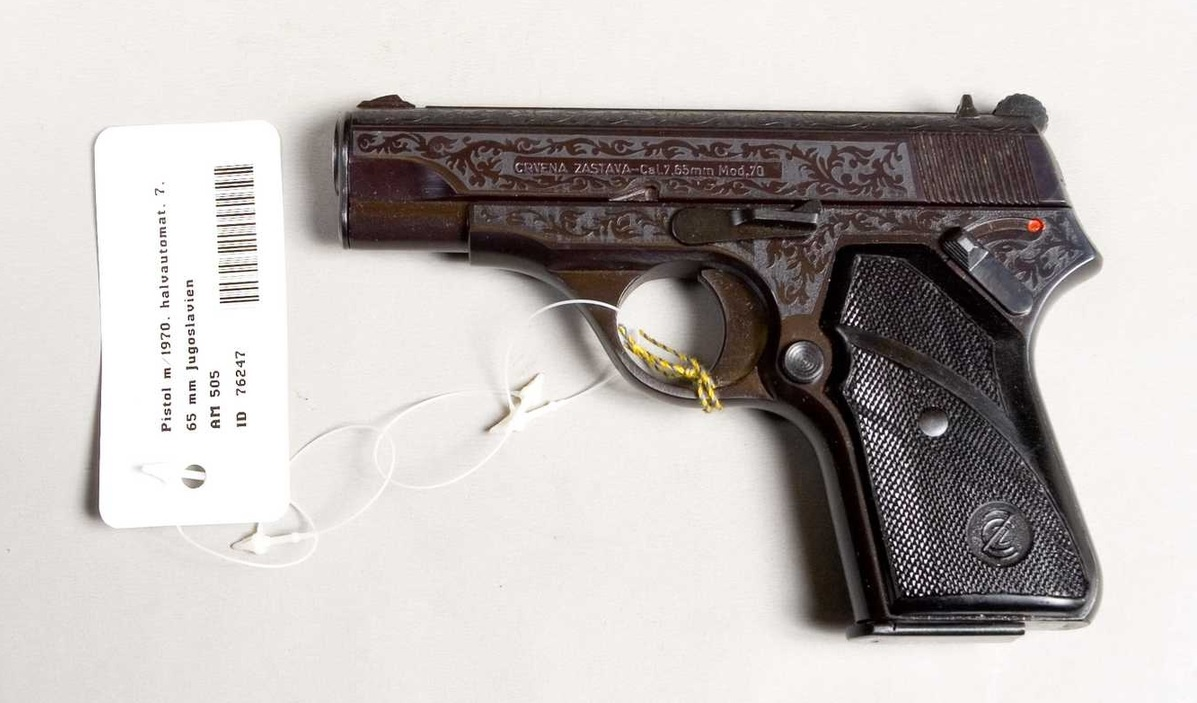
Le Zastava M70 Lux: le M57 en 7,65 mm court et gravé

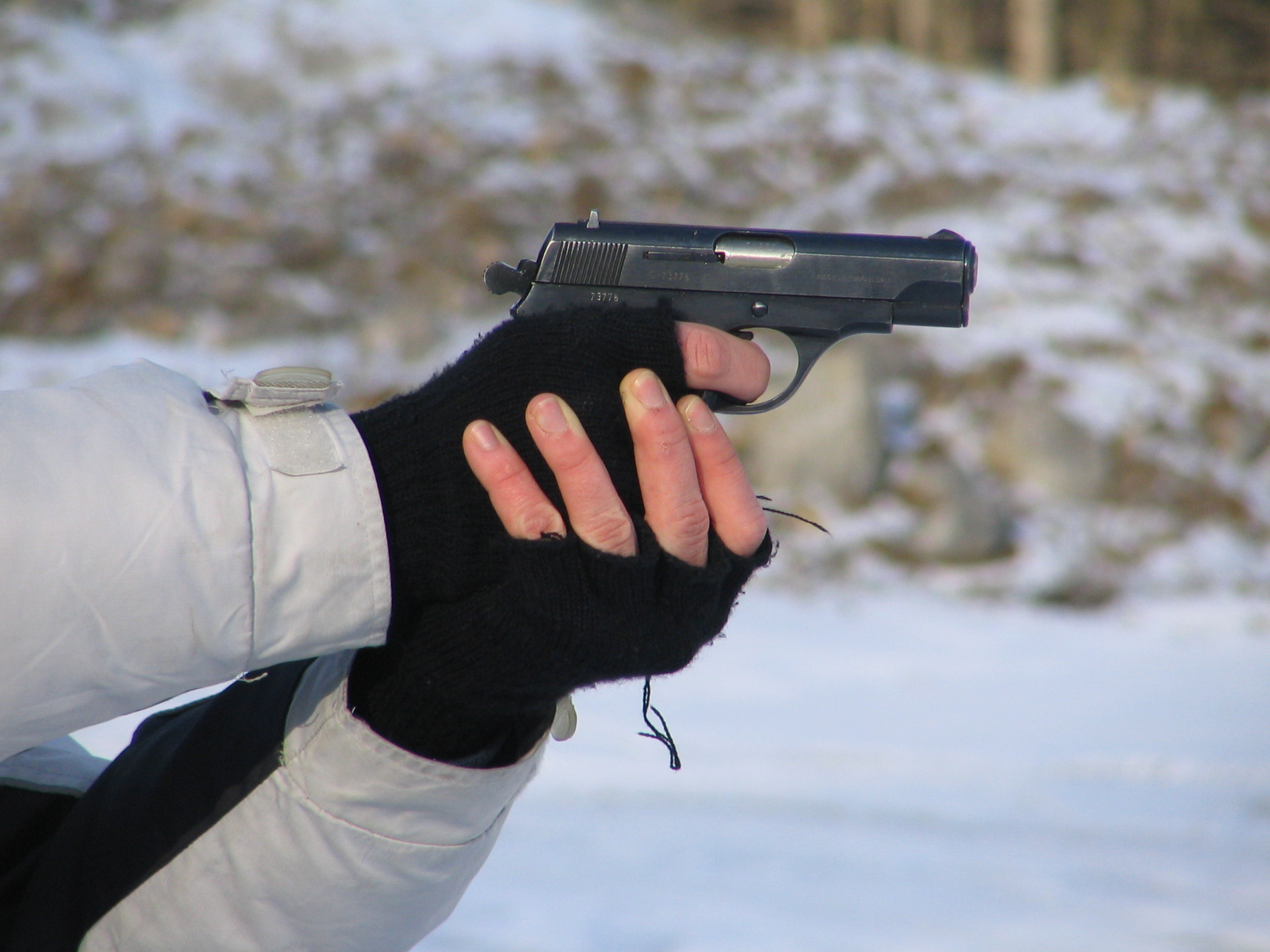
Le Zastava M70K: le M57 en 9 mm court

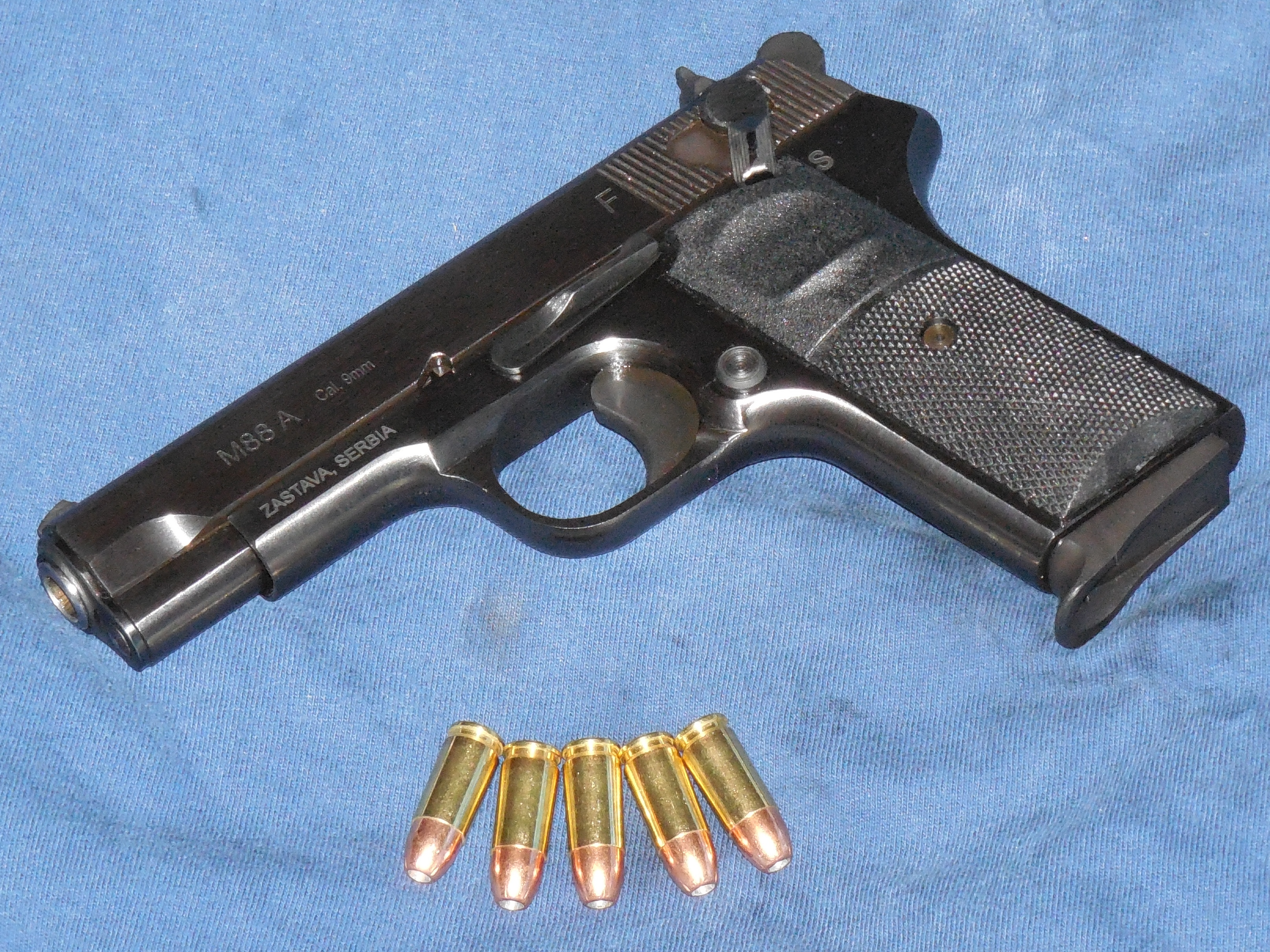
Le Zastava M88 : un M70A compact

Produit à Kragujevac (Serbie) par la manufacture Zastava Arms, le Zastava M57TT est une copie du Tokarev TT 33 en 7,62mm Tokarev auquel on a adjoint un chargeur de 9 coups au lieu de 8.

## Évolution
Désirant conquérir des marchés à l'exportation, Zastava mit en vente en 1970 une version en 9 mm Parabellum de son modèle M57 appelé selon les époques et les marchés M60,  M70(d) ou M70A. Cette même année sortent les M70 en calibre 7,65 Browning/(k) en 9 mm court destinés à la milice youglovave et l'exportation : ils sont munis d'une sûreté manuelle. Au cours des années 1990, Zastava proposa une version sport du M57, le Zastava Z10, doté d'un pontet carré et tirant soit du 7,62 mm TT soit du 10 mm Auto. 
Au cours des années 1980, la firme yougoslave commercialise une version compacte et modernisée du M57 en 9mm Parabellum : le Zastava M88. Celui-ci possède une sûreté manuelle sur la glissière, un chargeur à bec facilitant le mise en main et des organes de visée améliorés.

## Production et diffusion
Ils armaient les soldats de la JNA puis les combattants bosniaques, croates, macédoniens, kosovars, serbes et slovènes lors des Guerres de Yougoslavie.
À la suite du conflit des Balkans de 1991-1995, les Zastava M57 et M88 se sont répandus dans les mains des criminels européennes à commencer par Mafia albanaise et la Mafia serbe.

## Fiches techniques

### M57TT
- Calibre : 7,62 mm
- Canon : 116 mm
- Capacité du chargeur :	9 cartouches
- Masse : 850 g
- Longueur : 200 mm

### M60/M70D/M70A
- Calibre : 9 mm PARA
- Canon : 116 mm
- Chargeur : 9 cartouches
- Masse : 870 g
- Longueur : 200 mm

### M70/M70K
- Calibre : 7,65 mm Browning et 9 mm Court (70k)
- Canon : 94 mm
- Chargeur : 8 cartouches
- Masse : 725 ou 700 g (70K)
- Longueur : 165 mm

### M88
- Calibre : 9mm Para
- Longueur du canon : 96 mm
- Capacité du chargeur: 8 cartouches
- Masse de l'arme vide : 760 g
- Longueur : 175 mm

## Dans la culture populaire
De par leur diffusion, les Zastava M57/70/88 apparaissent dans de nombreux films traîtant, ou ayant pour décor, les Guerres de Yougoslavie et du Viêtnam comme Savior (officiers serbes) ou Rambo 2 : La Mission (Vietcongs). Le Zastava M88 est aussi visible dans Le Dernier Roi d'Écosse au poing d'Idi Amin Dada (Forest Whitaker) et du Dr Nicholas Garrigan (James McAvoy).